# Petasactis technica
Petasactis technica är en fjärilsart som beskrevs av Edward Meyrick 1888. Petasactis technica ingår i släktet Petasactis och familjen äkta malar. Inga underarter finns listade i Catalogue of Life.